# 安熙正
安 熙正（アン・ヒジョン、안희정、1964年10月28日 - ）は、韓国の政治家、元学生運動家。忠清南道知事（2010年7月 - 2018年3月）を務めたが性的暴行を告発され辞任。2019年2月1日、ソウル高等法院により懲役3年6月の実刑判決を言い渡され、同年9月9日に韓国大法院の控訴棄却により刑が確定。
本貫は順興安氏。

## 経歴

### 学生時代まで
忠清南道論山郡（現、論山市）鍊武邑で5人兄弟の三男に生まれた。大田（テジョン）市 の南大田高等学校に入学したが、1年生のときに大田市にある第一書店の店主から渡された地下新聞『ピョンチョンハ（平天下）』(イ・チャング発行の不法印刷物)事件に巻き込まれ、退学処分を受ける。朴シンホンが「当時、大田市の本屋に入る路地の入口に第一書店という社会科学の書店があった。ある日『創作と批評』を探していた安熙正に、店主は『ピョンチョンハ』という地下新聞（不法印刷物）を渡した」(『安熙正と李光宰』55頁、メディチ出版)と述べているのは、そのことを指している。
その後、ソウル特別市大方洞にある城南高等学校に転入したものの、まもなく自主退学し、大学生らの「国風81」反対運動に参加した。だが、彼は本格的に学生運動をするためには、大学に行くべきだと考え、その時から入試のための勉強を始めた。1982年に高等学校卒業学力検定考試に合格、翌1983年、高麗大学に入学した。1986年には、彼が主導して、高麗大学校内の学生運動関連のサークル14を統合し、「高麗大学校愛国学生会」を組織した。1988年反米青年会事件で国家安全企画部に逮捕され、10ヶ月間刑務所に収監された。彼は高麗大を除籍処分になったが、その後、1992年に復学し、1994年に卒業する。

### 政治活動の開始
1989年1月から統一民主党の国会議員・金徳龍のもとで働いた。ところが翌1990年1月に三党（民主正義党、統一民主党、新民主共和党）が合同に合意、民主自由党が2月9日に発足した。当時、統一民主党に所属していた李基澤、金正吉、張石和、朴燦鍾、洪思德、李哲、盧武鉉の7人は三党合同を拒否、金永三には従わずに新しい民主党を結成した。統一民主党であった党員のうち、安熙正を含む18人が残留（民主党への参加）を選んだ。 以来、党事務総長・李哲の秘書として働くが、やがて既成政治家に幻滅を感じた安熙正は、1991年に辞表を出し、昌原市に労働福祉会館を建てる建設現場で、二、三ヶ月、日雇い労働者として働く。1992年の第14代総選挙で李哲の当選を機に秘書職を辞任した。
その後しばらく政界を離れ、出版社の営業部長として働いた。復学した高麗大学を卒業すると、1992年の総選挙で苦杯をなめた盧武鉉を李光宰と共に助け、1994年6月からは地方自治実務研究所の事務局長を務めた。2002年には新千年民主党の盧武鉉大統領候補キャンプで政務チーム長を勤め、彼を大統領に当選させるに貢献した。

### 政治活動の本格化
しかるに、2003年12月に複数の企業から大統領選挙資金を受け取った容疑で廉東淵と共に拘束起訴され、翌年2003年9月の控訴審で懲役1年を宣告される。ソウル拘置所に服役。出所後は大統領に迷惑をかけてはいけないと、盧武鉉政権の任期中は公職を遠慮する。
盧武鉉政府の成果が適切に評価されないことを残念に思い、2007年、政府を評価するフォーラムを発足させ、その常任執行委員長を務めた。翌年、金大中と盧武鉉二人の大統領の精神を継承すると公約して統合民主党の最高委員に選ばれると、さらに「地方自治実務研究所」を引き継ぐ「より良い民主主義研究所」の設立も主導した。
2010年6月2日に行われた第5回全国同時地方選挙では、激戦の末、自由先進党の朴商敦候補を2.4％の差で振りきり、忠清南道知事に当選した。民選では初めて改革性の強い民主党候補者が当選したことで、地域感情を打破したという評判と共に次期大統領候補に取りざたされるまでになった。安熙正率いる民選5期忠南道政は、危機をチャンスに変え、新しい未来を開くために努力してきた。彼のホームページによると、政策のビジョンが次のように記されている。
1. 道庁移転事業を終了し、内浦新都市を建設
2. 農漁村に希望を与えるための三農革新を推進
3. 少子高齢化時代に備えた対策を拡大
4. 首都圏規制緩和に対応して新均衡発展に対する案を設ける
5. 産業・都市化に対応する社会・都市インフラを構築
6. 社会の二極化と都内の不均衡発展の問題を解消するために努力
7. 未来の地方自治の実現のための自治分権を推進
8. よい仕事と透明な道政を成しえる行政革新を推進

出典：“살아온 날들（生きてきた日々）”.   安熙正ホームページ. 2017年1月22日閲覧。
また、地方政府の有能なモデルを創ることを目標に施政をおこなっている。2014年忠清南道は「韓国マニフェスト実践本部」の「公約履行評価」で4年連続最優秀（SA）の評価を受け、安熙正は2013年の「『時事ジャーナル』の次世代リーダー100人」の政治分野で1位に選ばれた。
2014年6月4日に行われた第6回全国同時地方選挙では、セヌリ党の知事候補である鄭鎭碩（1960年生れ）を8％差で制し、再選に成功した。保守勢力の強い忠清南道で知事再選に成功した事で「忠清の期待株」「地域や理念を越えて拡張可能な政治家」という世間からの評価が強くなった。

### 有力な次期大統領候補
2017年1月22日、同年12月に予定されている大統領選挙への出馬を公式に宣言した。4月3日に「共に民主党」の公認候補を選ぶ党内予備選挙で文在寅に敗北したが、文大統領の任期後の「共に民主党」の最も有力な次期大統領候補であり、最も重要な党首候補だった。女性団体の会員が参加した女性のための大会を開催し、女性の幸せと人権を叫ぶなど普段から女性の人権を強調していた。

## 性的暴行をめぐる裁判
しかし、2018年3月5日に政務秘書がJTBCの番組『ニュースルーム』に実名で出演し、秘書となった8ヶ月間に何度も安より性的暴行やセクシャルハラスメントを受けたと主張。秘書室は当初は合意の上であったと釈明したものの直後に安本人がこれを否定し謝罪。忠清南道知事を同日付で辞任すると表明し、全ての政治活動を中断すると発表した。人気知事や有力な次期大統領という立場の力に服従するしかなかった政務秘書官に安がしてきたことは世間に見せてきた人権や男女平等を強調するなどの言動で偽装した姿によって欺いていただけだったと批判された。
2018年8月14日、ソウル西部地方法院は元秘書に数回にわたって性的暴行を加えた罪などで起訴されていた安熙正被告に対し無罪を言い渡した。
2019年2月1日、ソウル高等法院は一審の無罪判決を破棄し、懲役3年6月の実刑判決を言い渡した。同年9月9日、韓国大法院は検察、弁護側双方の控訴を棄却したため、判決が確定した。
2020年7月6日、安熙正の母親の葬儀に文在寅大統領を始め、与党政治家が弔花を贈っていたことが判明し、進歩野党や人権団体などから批判の声が上がった。

## 略歴

### 学歴
- 1977年：忠清南道・論山群九子谷初等学校卒業
- 1980年：忠南道・論山錬武中学校卒業
- 1980年：大田市・南大田高等学校中退（2003年名誉卒業）
- 1981年：ソウル城南高等学校自主退学
- 1982年：大学入学検定考試合格
- 1983年：高麗大学校哲学科入学
- 1995年：高麗大学校哲学科卒業

### 経歴
- 1990年：民主党・党本部組織局党職者
- 1994年：地方自治実務研究所事務局長
- 2001年：盧武鉉大統領候補、予備選キャンプ事務局長
- 2002年：新千年民主党、盧武鉉大統領候補秘書室政務チーム長
- 2003年：開かれたウリ党論山・錦山・鶏龍党支部結党準備委員長
- 2005年：高麗大学校アジア問題研究所研究員
- 2007年：参与政府評価フォーラム常任執行委員長
- 2007年：民主党忠南道論山・鶏龍・錦山地域委員長
- 2008年：より良い民主主義研究所・所長
- 2009年：民主党最高委員
- 2010年：第36代（民選5期）忠清南道知事
- 2014年：第37代（民選6期）忠清南道知事

出典：주요약력（主要略歴）.安熙正ホームページ（2015年2月8日閲覧）